# 巴西嶺鼠屬
巴西嶺鼠屬（Wilfredomys），哺乳綱、囓齒目、倉鼠科的一屬，而與巴西嶺鼠屬（繡嶺鼠）同科的動物尚有白眉林鼠屬（白眉林鼠）、莖鼠屬（短尾莖鼠）、紅鼻鼠屬（紅鼻鼠）、美洲攀鼠屬（稽攀鼠）等之數種哺乳動物。